# Whacking Day
«Whacking Day» (с англ. — «День изгнания») — двадцатая серия четвёртого сезона мультсериала «Симпсоны». Его премьера состоялась 29 апреля 1993 года.

## Сюжет
На время проведения очередной проверки в Спрингфилдской школе Скиннер заманивает самых злостных хулиганов (включая Барта Симпсона) в школьный подвал и запирает там. Выбравшись наружу через вентиляцию, Барт первым делом врезается на газонокосилке в инспектора Чалмерса. За это доведенный до предела Скиннер исключает Барта из школы. Мардж пытается устроить сына в какую-нибудь другую школу, но безрезультатно. Приближается День изгнания, во время которого жители Спрингфилда должны искать и убивать змей дубинками. Мэр лично убивает несколько змей. Лиза считает этот «исторический праздник» варварством и Барт, свободный от учебы, соглашается помочь ей спасти животных.

## Приглашённые звезды
Для участия в этом эпизоде был приглашён Барри Уайт, который специально спел вживую песню «Can’t Get Enough of Your Love, Babe».